# Fiorella Olivera
Fiorella Lisett Olivera Venturo (Lima, 1989) es una química peruana especializada en Química Inorgánica Medicinal y educación en áreas STEM. Es docente, investigadora y divulgadora científica. Además, es presidenta de ACS Perú Chapter, organización que se dedica a la divulgación científica y formación de líderes divulgadores y directora de Haciendo Ciencia. Por su labor como divulgadora científica fue reconocida con la orden al mérito en el Cuarto Simposio CME (Chemical Marketing & Economics) organizado por la NASA y como Voluntaria del Año por la Sociedad Química Americana.

## Biografía
Fiorella Olivera Venturo nació en Perú y desde pequeña mostró interés por la ciencia. Durante su etapa escolar, una maestra la inspiró a ver la química no solo como una serie de ejercicios, sino como una disciplina con impacto en la sociedad. Esto la motivó a estudiar Química en la Universidad Peruana Cayetano Heredia, donde obtuvo su título profesional. Posteriormente, realizó una maestría en Química en la Pontificia Universidad Católica del Perú (PUCP). Durante sus estudios, participó en diversas investigaciones y actividades académicas que fortalecieron su compromiso con la divulgación científica.
Desde el 2018, Fiorella Olivera es presidenta de ACS Perú Chapter, el capítulo peruano de la Sociedad Química Americana (American Chemical Society). En este rol, ha liderado numerosos eventos y actividades de divulgación científica en colaboración con instituciones como Concytec. Esta asociación realiza talleres presenciales y virtuales con el fin de acercar a la ciencia a niños, adolescentes y jóvenes de Perú y otros países, Al 2025, al menos 40 mil personas han participado en las actividades que desarrolla.  Ha colaborado en la creación de la plataforma "Química sin Fronteras", una herramienta digital que ofrece información validada por expertos en ciencia.
Además de su labor como divulgadora, se desempeñó como docente en la Universidad Peruana Cayetano Heredia y, actualmente ejerce la docencia en la Universidad Continental, la Continental Florida University y la Universidad Tecnológica del Perú.

## Obras
Fiorella Olivera ha publicado artículos en revistas especializadas, participado en eventos académicos de relevancia internacional, así mismo es divulgadora en sitios web. Entre sus aportes más destacadas se encuentran: "Química sin fronteras", este es un sitio web, que fue creado junto con líderes de otros capítulos profesionales de la Sociedad Química Americana, este sitio web contiene información validada por profesionales de ciencia y está dirigido para niños, jóvenes y adultos. 

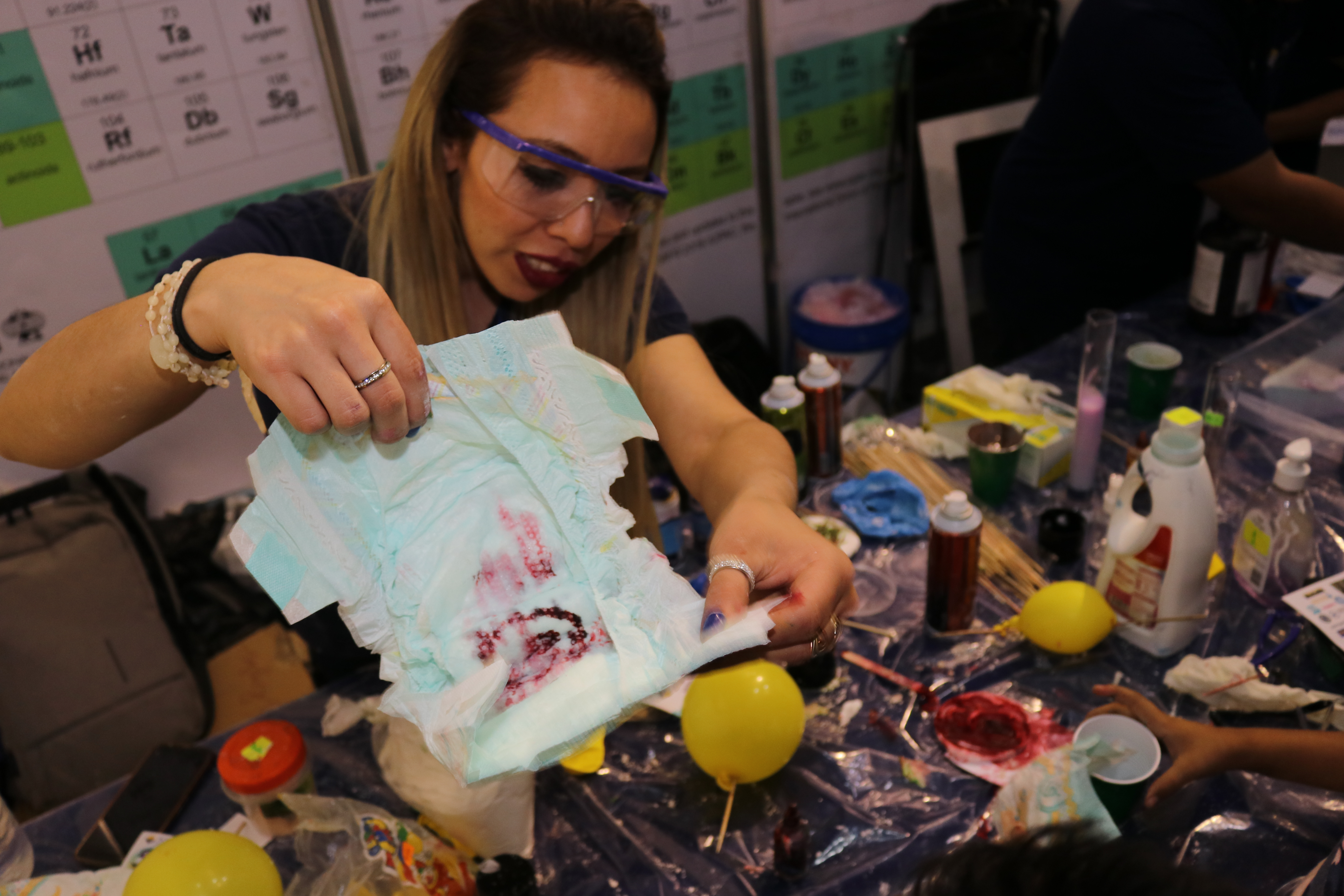
Fiorella Olivera Venturo usando el poliacrilato de sodio, una sustancia superabsorbente de los pañales como reactivo de experimentos lúdicos para niños

## Premios y reconocimientos
En 2021, gracias a su labor como divulgadora científica fue reconocida con la orden al mérito por esta labor a nivel internacional por el Cuarto Simposio CME (Chemical Marketing & Economics) de la NASA en Atlanta.
Ese mismo año y bajo su liderazgo ACS Perú Chapter ganó el premio ChemLuminary en la categoría "Global Engagement Award for International Chemical Sciences Chapters" como un reconocimiento a su compromiso global con las ciencias.
En 2025 recibió el "Premio al Voluntario del Año en Divulgación Científica" otorgado por la American Chemical Society